# プジョー・607
プジョー・607（Peugeot 607 ）は、フランスの自動車メーカー、プジョーが製造・販売していた乗用車である。

## 概要
1999年、605の後継車種として登場した。エンジンはガソリンエンジンが直列4気筒2.2リットルとV型6気筒3.0リットル、ディーゼルエンジンは2.2リットルを搭載した。プジョーのフラグシップモデルであり、フランスでは、公用車や社用車として使われることも多い。
2004年にマイナーチェンジが行われ、前部を変更し、ディーゼルエンジンをフォード製 2.7 HDi V6を追加し、6速ATも選べるようになったが、日本には導入されなかった。

### 日本での販売
日本では2001年に最上級モデルのV型6気筒3.0リットルモデルが輸入され、モデル展開は「コンフォート」と「スポーツ」だった。その後、内装色が選べる「607オートクチュール」という受注生産システムも取り入れていた。
販売は芳しくなく2005年6月に輸入中止。後継車は2011年デビューの407との統合後継車508。
日本国内での著名なオーナーとして、プロ野球・大阪近鉄バファローズの監督、梨田昌孝がいた。その縁によって近鉄バファローズは2004年、大阪府内のプジョーディーラーに協賛し、ラリージャパンに「チーム・バファローズ」として206XSで参加したが、結果はリタイアに終わった。